# Paul Southwell
Caleb Azariah Paul Southwell (* 18. Juli 1913 in Dominica; † 18. Mai 1979 in Castries, St. Lucia) war ein Politiker aus St. Kitts und Nevis.

## Biografie
Southwell wurde am 1. Januar 1960 Chefminister von St. Kitts und Nevis, das zu dieser Teil der Westindischen Föderation war, und behielt dieses Amt bis Juli 1966.
Vom 23. Mai 1978 bis zu seinem Tode am 18. Mai 1979 war er als Premier erneut Regierungschef des Assoziierten Staates von St. Kitts und Nevis. Nachfolger als Premier wurde der bisherige Generalstaatsanwalt Lee Moore.